# Resolució 731 del Consell de Seguretat de les Nacions Unides
La Resolució 731 del Consell de Seguretat de les Nacions Unides, adoptada per unanimitat el 21 de gener de 1992 després de recordar les resolucions 286 (1970) i la 635 (1989) que va condemnar els actes de terrorisme, el Consell va expressar la seva preocupació pels resultats de les investigacions a la destrucció del vol 103 de Pan Am sobre Lockerbie, Escòcia i del vol 772 d'UTA sobre Txad i Níger que implicaven funcionaris del Govern de Líbia.
El Consell va condemnar el fet que Líbia no havia acceptat la responsabilitat dels fets i li va instar a proporcionar una resposta completa i efectiva a les sol·licituds de les investigacions pel que fa a les dues aeronaus per tal de contribuir a l'eliminació dels terrorisme internacional. També va instar els Estats membres a encoratjar al govern libi a respondre. Per tant, la resolució va implicar que Líbia extradités els seus dos nacionals acusats, Abdelbaset al-Megrahi i Lamin Khalifah Fhimah.
La resolució 731 no era jurídicament vinculant, ja que es va aprovar en virtut del Capítol VI de la Carta de les Nacions Unides i no fa cap referència al Capítol VII, però això s'aplicarà a Resolució 748.